# Битка за Ја Дранг
Битка код Ја Дранга је била прва велика битка у Вијетнамском рату између армије Сједињених Држава и армије Северног Вијетнама. Дводелна битка је вођена од 14. до 18. новембра 1965. на две зоне искрцавања северно од Плеј Меја у централним висоравнима Јужног Вијетнама. Америчке снаге су представљали делови Првог и Другог батаљона Седме коњичке дивизије и Први батаљон Пете коњичке дивизије армије Сједињених Држава. Северновијетнамске снаге су се састојале од 33, 66 и 320. пука војске Северног Вијетнама, као и батаљона Х15 Вијет Конга.
Битка је названа по реци Ја Дранг која протиче кроз долину североисточно од Плеј Меја у којој се одвила битка. Битка је описана у књизи Били смо војници... и млади Харолда Мура и Џозефа Галовеја. Године 2001. снимљен је и филм сценаристе Рандала Воласа Били смо војници са Мелом Гибсоном у главној улози у којем је приказан први део битке.

## Први део: зона слетања Икс-зрак
Ујутро 14. новембра, 1. батаљон Седме коњичке дивизије са приближно 450 војника под потпуковником Халом Муром, је започео операције у Долини Ја Дранга приближно 22 km северозападно од Плеј Меја у Јужном Вијетнаму. Задатак је био: сукобити се са непријатељем. Тактике хеликоптерске ваздушне покретљивости су биле скоро развијене, а Седма коњичка дивизија је била добијена из 11. ваздухопловне јуришне дивизије за специјалну намену тестирања и развијања ових тактика. Ваздушна покретљивост је захтевала снаге величине батаљона које би биле однесене тамо, снабдевене и извучене из подручја акције користећи хеликоптере. За Американце, операција је била рани тест тактике ваздушне покретљивости и координације подршке (ваздушна, артиљеријска и удари ракетама из ваздуха) и пешадијских јединица. За северновијетнамску војску, која се надала да ће поделити Јужни Вијетнам на два дела и која је нагомилавала своје снаге у долину, долазак Американаца је била прилика да тестирају своје тактике да би открили слабости.
Постојало је неколико поузданих путева у подручје, чинећи га идеалним местом за Вијетнамце да оснују базе као и за америчке снаге да би тестирали нове тактике ваздушне покретљивости.
Муров батаљон је био транспортован у 16 Хјуи хеликоптера у зону слетања Икс-зрак, отворену равницу окружену ниским дрвећем на северној страни планине Чу Понг. Икс-зрак је био приближно величине неправилног фудбалског игралишта, дужине око 100 yd (91 m) (правац исток-запад) и окружен сувом јаругом на северозападу. Било је процењено да само 8 Хјуи хеликоптера може да стане на отворено у истом тренутку. Пошто је 16 хеликоптера било на располагању батаљону, америчке снаге ће бити транспортоване динамиком од само једне чете по путовању.

### Долазак у зону слетања Икс-зрак
У 10:48 пре подне 14. новембра, први делови чете Браво 1. батаљона 7. коњичке дивизије су ступили у зону слетања Икс-зрак, након 30-минутног артиљеријског и ваздушног бомбардовања. Пратња чети Браво капетана Џона Херена је био Мур и његова командна група. Чета Алфа је стигла следећа, а пратиле су је чете Чарли и Делта. Муров план је био да помери чете Браво и Алфа на северозапад до јаруге, а Чарли јужно према планини. Чета Делта, која се састојала од специјалних тимова попут минобацачког, извиђачког и митраљезског је коришћена као резерва. У центру зоне искрцавања је била мала група дрвећа која је постала Мурово командно место.
Након њиховог доласка, Херен је наредио својим људима да се помере на запад до јаруге. За приближно 30 минута, један од његових одреда под наредником Џоном Мингом је заробио ненаоружаног северновијетнамског војника из 33. пука. Заробљеник је открио да су тамо била три северновијетнамска батаљона у планини Чу Помг - око 1.600 војника у поређењу са мање од 200 Американаца у том тренутку.
У 11:20, други део батаљона је стигао са остатком чете браво и једним водом чете Алфа, под командом капетана Тонија Надала.
У 12:10, трећи део америчких снага је стигао, састојећи се углавном од чете Алфа. Алфа је преузела свој положај иза и на левом крилу чете Браво дуж јаруге и на запад и југ (наилазећи на стрме ивице јаруге).
У 12.15, први пуцњи су испаљени на три вода чете Браво која су патролирала џунглом југоисточно од јаруге. У 12:20 Херен је наредио свом 1. воду на челу са поручником Алом Девнијем и 2. воду на челу са поручником Хенријем Хериком да напредују упоредо један са другим, а 3. воду (на челу са поручником Денисом Дилом) да их прати као резерва.
Девнијев вод је водио приближно 100 метара западно од јаруге, са Хериковим људима иза и на десном крилу. Мало пре 13:00, Девнијев вод је жестоко нападнут на оба крила од стране Северновијетнамаца, трпећи губитке и поставши прикљештен. Отприлике у том тренутку Херик је радијом јавио да су његови људи нападнути са десне стране и да гони одред непријатељских војника у том смеру.

### Хериков вод је изолован
У потери за Северновијетнамцима на десном крилу, Хериков вод се брзо раширио на подручју од око 50 метара и постао је одвојен од остатка батаљона око 100 метара. Ускоро, Херик се јавио да пита да ли да уђе или да заобиђе чистину на коју је његов вод наишао. Изразио је бригу да може бити одсечен од батаљона ако покуша да иде ивицом чистине и да ће зато водити своје људе кроз њу у потери за противником.
У интензивној борби која је избила на чистини, током прва три или четири минута његов вод није претрпео жртве и нанео је тешке губитке Северновијетнамцима који су избијали из жбуња. Херик је ускоро јавио да непријатељ затвара обруч. Капетан Херен је одговорио наредивши му да покуша да се повеже са Девнијевим 1. водом, а Херик му је одговорио да је велики одред између њега и 1. вода.
Стање се брзо погоршало за Хериков 2. вод, који је почео да трпи губитке како су северновијетнамски напади постајали учесталији. Херик је наредио својим људима да направе одбрамбени периметар на малом брежуљку на чистини. За приближно 25 минута, пет људи из 2. вода је убијено, укључујући и Херика који је јавио Херену да је погођен и да препушта команду нареднику Карлу Палмеру. Херик је дао бројна важна упутства својим људима пре него што је умро, укључујући наређења да униште сигналне кодове и да зову артиљеријску подршку.
Наредник Ерби Севиџ је преузео контролу након што су наредник Палмер, а затим и наредник Роберт Стокс убијени. Севиџ је био нижег чина од наредника прве класе Мека Мак Хенрија, који је био позициониран негде другде у периметру. Севиџ је преузео команду јер је имао предност да буде ближе радију и започео је позиве за поновљена артиљеријска бомбардовања око положаја вода. До тог тренутка, осам људи из 2. вода је било убијено и 13 је рањено. Под Севиџовим вођством и уз помоћ доктора Чарлија Лоса, вод ће задржати брежуљак током целе битке у зони Икс-зрак.
Специјалиста Гален Бангам из Хериковог вода је касније описао стање на брежуљку:
Скупили смо све пуне магацине које смо могли пронаћи и поређали их испред нас. Није било шансе да ископамо лисичју рупу. Дршка мог ашова је била разнесена и једна од мојих чутура је била пробушена. Паљба је била тако жестока да ако бисте покушали да се подигнете били бисте мртви. Смрт и уништење су биле свуда около.
Наредник Севиџ се касније присећао поновљених напада Северновијетнамаца:
Чинило се као да их није брига колико смо их убили. Неки од њих су спотицали, идући право у нас. Неки су имали пушке окачене на рамена и јуришали су голоруки. Није ми нестала муниција - имао сам око 30 магацина у мом ранцу. И није било проблема са М-16. Сат пре мрака троје људи је корачало у периметар. Убио сам сву тројицу на на растојању од 15 стопа.

### Борба за јаругу
Са одсеченим и окруженим Хериковим водом, остатак батаљона се борио да задржи свој периметар.
У 1:32 је стигла чета Чарли под командом капетана Боба Едвардса, заузевши позицију дуж југа и југоистока планине.
Око 1:45, преко свог официра операција који је летео изнад бојишта (капетан Мет Дилон), Мур је затражио ваздушне и артиљеријске ударе на планину да би спречио Северновијетнамце да напредују према положају батаљона.
Трећи вод чете Алфа поручника Боба Тафта се сукобио са око 150 вијетнамских војника које су напредовале дуж и страном јаруге (са југа) према батаљону. Војницима 3. вода је речено да баце своје ранчеве и крену напред због јуриша. Резултат је био посебно скуп за 3. вод, пошто су његове водеће снаге биле брзо одсечене. 3. вод је био приморан да се повуче, а сам Тафт је убијен. Наредник Лоренцо Натан, ветеран из Корејског рата, је преузео команду и 3. вод је успео да заустави напредовање Северновијетнамаца према дуж јаруге.
Вијетнамски војници су преусмерили свој напад на десно крило 3. вода у покушају да заобиђу чету Браво. Њихово напредовање је убрзо зауставио 2. вод (чета Алфа) поручника Волтера Марма који се налазио на левој страни чете Браво. Мур је наредио капетану Надалу да позајми чети Браво један од његових водова у напору да се дозволи Херену да покуша да се пробије до Хериковог положаја.
Са новог Мармовог положаја, његови људи су убили око 80 северновијетнамских војника у блиској борби. Преживели северновијетнамски војници који се нису повукли вратили су се до јаруге, где су покошени од стране остатка чете Алфа. Плочица са именом поручника Тафта је пронађена на телу северновијетнамског војника којег је убио 3. вод. Узнемирени јер је Тафтово тело остало на бојишту усред хаоса, Надал и његов официр за везу наредник Џек Гел су довукли Тафта и тела осталих Американаца назад у јаругу под жестоком ватром.

### Први покушај пробоја до изгубљеног вода
Са намером враћања Хериковог изгубљеног вода, Мур је наредио капетану Надалу да позајми Херену један од његових водова из чете Алфа да би омогућио Хереновој чети Брано да се пробије до Хериковог положаја. Херену ће се придружити вод поручника Џоа Марма. Херенови људи су кренули према Хериковом положају, али су ускоро открили да се непријатељ креће између њих и остатка батаљона. Након што су били заустављени због жестоке ватре, Херенови људи су били приморани да обуставе своје напоре и да се придруже батаљону.

### Напад са југа
У 14:30 су стигли последњи војници из чете Чарли, заједно са главним деловима чете Делта капетана Реја Лефебра. Убачај се одвијао уз интензивну северновијетнамску ватру која је засула зону слетања тако да су посаде Хјуија и снаге новопридошлог батаљона претрпеле значајне губитке.
Мали контингент чете Делта је преузео положај на левом боку чете Алфа. Чета Чарли, сада прикупљена дуж југа и југоистока у пуном броју, суочила се за неколико минута са јуришом Северновијетнамаца. Едвардс је јавио да око 175 до 200 северновијетнамских војника јуриша на линију његове чете. Са чистим видокругом дуж њиховог сектора бојишта, чета Чарли је могла да тражи и наводи артиљеријску подршку са прецизношћу, наносећи огромне губитке противничким војницима. До 15:00, напад је пригушен, а северновијетнамска војска је прекинула јуриш сат времена након што га је започела.

### Напад на чете Алфа и Делта
У отприлике исто време, Алфа и главни делови чете Делта (која је пратила Алфу у периметру у близини јаруге) су се суочили са жестоким нападом Северновијетнамаца.
Две митраљеске посаде које су се налазиле 75 метара југозападно од главног положаја чете покривале су критично лево крило да не буде пробијено. Терон Ладнер (са помоћником редовом прве класе Родригезом Ривером) и Расел Адамс (са помоћником Билом Беком) су поставили своје митраљезе 10 метара један од другог и наставили су да отварају жестоку ватру на Северновијетнамце који су покушали да се пробију у периметар између чета Чарли и Алфа. Мур је касније одликовао два митраљеска тима који су сами спречили војску Северног Вијетнама од пробијања чете Алфа и забијања клина у батаљон између чета Алфа и Чарли.
Њихов подвиг је био скуп, пошто су Адамс и Родригез тешко рањени у непријатељском јуришу. Након што су њих двојица пренесени у сабирно место батаљона код Муровог командног места да чекају евакуацију путем ваздуха, Бек, Ладнер и редов прве класе Едвард Доерти (који је доносио муницију) наставили су њихово потискивање северновијетнамских снага.
Бек је касније рекао о бици:
Када је доктор Нал био са мном, радећи на Раселу, страх, прави страх ме је погодио. Страх какав раније нисам познавао. Страх дође и једном када га препознате и прихватите, прође брзо као што је и дошао и заиста не размишљате више о њему. Само урадите оно што морате да урадите, али научите прави смисао страха и живота и смрти. Наредна два сата сам био сам на том митраљезу, пуцајући у непријатеља.
Делтини војници су такође претрпели тешке губитке у одбијању северновијетнамских напада, а капетан Лебефр је ускоро био рањен након долазака у Икс-зрак. Један од његових команданата вода, поручник Раул Табоада је такође тешко рањен и Лебефр је препустио команду нареднику Џорџу Гонзалесу (који је, непознато Лебефру, и сам био погођен).
Док је евакуацијом хеликоптерима било предвиђено да се преносе растуће жртве батаљона, само два транспорта су евакуисана пре него што су пилоти прекинули своје мисије због интензивне ватре од стране Северновијетнамаца. Жртве су ускоро биле утоварене у јуришне Хјуије (који су преносили војнике до зоне слетања).
У посебно трагичном инциденту, обавештајни официр батаљона, капетан Том Метскер (који је био рањен) је смртно погођен када је помагао свом рањеном саборцу Реју Лебефру да се укрца у Хјуија.

### Периметар од 360 степени
Капетан Едвардс је наредио нареднику Гонзалесу да постави чету Делта на леви бок чете Чарли, проширивши периметар да би покрио југоисточну страну Икс-зрака.
У 15:20 је стигао последњи део батаљона и поручник Лари Литон је преузео контролу над четом Делта. Током овог транспорта један Хјуи, који се приближавао зони слетања превише високо, пао је на ободу периметра близу командног места (они који су били у њему су брзо спашени).
Са Делтиним тимовима на окупу, њена минобацачка јединица се нагомилала на једном месту да би подржавала Алфу и Браво. Делтин извиђачки вод (којим је командовао поручник Џејмс Ракстроу) био је позициониран дуж севера и истока зоне слетања, успоставивиши периметар од 360 степени.

### Други покушај пробоја до изгубљеног вода
Како су се напади северновијетнамских војника на чету Алфа смањили, Мур је организовао још један покушај да се спаси Хериков изгубљени вод. У 15:45, Мур је наредио четама Алфа и Браво да извуку своје жртве и повуку се из борбе са непријатељем.
Кратко након тога, Алфа и Браво су почеле своје напредовање према Хериковом положају из јаруге. Одред је ускоро претрепео губитке. У једном тренутку, напредовање чете Браво је заустављено од стране добро утврђеног северновијетнамског митраљеског положаја на великом брду којег су саградили термити. Након хица у њега из базуке без ефекта, поручник Марм је сам напао положај. Под паљбом, Марм је јуришао на непријатељски митраљез, елиминисавши га гранатом и ватром из пушке. Следећег дана, десетак мртвих северновијетнамских војника (укључујући и једног официра) пронађено је на том положају. Марм је у јуришу био рањен у врат и вилицу и касније је одликован Медаљом части за овај напад.
У другом покушају напредовало се само 75 метара према положају изгубљеног вода пре него што се упало у обрачун са Северновијетнамцима. У једном тренутку, северновијетнамски војници су отворили ватру на 1. вод чете Алфа (који је предводио напредовање и који је сам био у ризику да постане одсечен од батаљона) из америчког митраљеза М-60 који су узели од мртвог војника из Хериковог вода. Окршај је трајао између 20 и 30 минута пре него што су Надал и Херен затражили дозволу да се повуку до Икс-зрака (што је Мур одобрио).

### Американци се укопавају за ноћ
Око 17:00, главни делови чете Браво 2. батаљона Седме коњичке (сестрински батаљон 1. батаљона под Муровим заповедништвом) су стигли у зону слетања Икс-зрак да појачају Муров батаљон. У припреми за дефанзивне положаје за ноћ, Мур је наредио команданту чете Браво 2. батаљона капетану Мирону Дидурику да размести два његова вода између чета Браво (1. батаљон) и Делта на североисточној страни периметра. Дидуриков 2. вод је искоришћен да се појача положај чете Чарли (која је била развучена дуж несразмерно дуге линије).
До сумрака, битка је узела велик данак Муровом батаљону. Браво је имала 47 мртвих (укључујући једног официра), а Алфа је имала 34 мртвих (укључујући три официра). У поређењу са овим, чета Чарли је била читава (само четворо мртвих)
Америчке снаге су биле у стању пуног опреза током ноћи. Под светлошћу пуног месеца, Северновијетнамци су малим одредима испитивали сваку чету у периметру (са изузетком Делте). Американци су исказали одређени ниво уздржаности током свог одговора. Посадама М-60, стратешки позиционираним око периметра да би обезбедиле вишеструка места паљбе, је речено да не пуцају све док другачије не буде наређено (да би сакриле свој прави положај од северновијетнамских војника).
Изгубљени вод под заповедништвом наредника Севиџа је издржао три значајна напада током ноћи (један пред саму поноћ, један у 3:15 и један у 4:30. Војска Северног Вијетнама, која је користила трубе да би сигнализирала својим војницима, је одбијена са брежуљка уз помоћ артиљерије. Чудно, изгубљени вод је преживео ноћ без додатних губитака.

### Напад у зору
Мало пре зоре у 6:20, Мур је наредио својим четама да саставе извиђачке патроле ради тражења непријатељских војника.
У 6:50, патроле из 1. и 2. вода чете Чарли (под командом поручника Нила Крогера, односно поручника Џека Георгхегана) су напредовали 150 метара из периметра пре несто што су ступили у контакт са северновијетнамским војницима. Избио је сукоб и патроле су се брзо вратиле у периметар.
Кратко након тога, процењено је да је више од 200 северновијетнамских војника јуришало на 1. и 2. вод на јужној страни периметра. Позвана је подршка, алу су Северновијетнамци брзо били на 75 метара од линија батаљона. Њихова ватра је почела да се пробија кроз положаје чете Чарли и у командно место и америчке линије широм зоне слетања.
1. и 2. вод су претрпели значајне губитке у овом напада, укључујући и Крогера и Геогхегана. Геогхеган је убијен док је покушавао са спасе једног свог рањеног војника, редова прве класе Вилија Голдболта (који је умро од рана убрзо након тога). Две посаде М-60 (Џејмс Комер и Клинтон Поли и Натанијел Бирд и Џорџ Фокс) су успеле да одбију непријатељско напредовање од комплетног пробијања Георгхеганових линија.
Након овог напада, 3. вод чете Чарли се ускоро суочио са нападом Северновијетнамаца. Капетан Едвард је рањен, а поручник Џон Арингтон је преузео команду (и сам је ускоро био рањен).
У 7:15 ујутро, Х-15 батаљон Вијетконга је покренуо свој први јуриш у бици, жестоко напавши Делтине линије са источне стране зоне слетања. Делтини редови, који су се углавном састојали од минобацачких тимова, су користили ручне гранате и М-79 да би одржали линију.
Као одговор на јурише, Мур је пребацио 2. вод чете Алфа (сада под командом наредника Џорџа Мек Калија) да појача Чарлијеве рањиве положаје. Током жестоких напада на југу и истоку, мања борба је избила на положајима чете браво у североисточном делу зоне слетања. Овај напад је одбијен када су војници Џон Валенијус и Вирџил Хиблер гранатама утишали северновијетнамске митраљеске положаје.
Мур је касније проценио да је војска Северног Вијетнама напала зону слетања са више од 1.000 људи за време 25-минутног периода. Он је приписао заслуге извиђачким патролама које су спречиле непријатеља да сломи одбрану батаљона.

### Напад на три места
У 7:45, војска Северног Вијетнама је покренула јуриш на чету Алфа, близу њене везе са окруженом четом Чарли. У овом тренутку, ватра је почела да пробија командно место батаљона, који је имао велики број рањених у том тренутку (укључујући и Муровог радио-оператера Роберта Олета).
Сада под жестоким нападима са три стране, батаљон се борио против поновних напада Северновијетнамаца. Током ове борбе Вилард Периш из чете Чарли, у том тренутку размештен у Делтиним линијама) је одликован Сребрном звездом за одбијање јаког непријатељског напада у свом сектору. Након борбе 100 мртвих северновијетнамских војника је пронађено око Перишевог положаја.
Како се борба дуж јужне линије интензивирала, поручник Чарли Хејстинг, задужен за навођење авијације, је пренео шифру „Сломљена стрела“ - која је значила да су амерички војници у опасности да буду савладани. У таквој ситуацији, Хејстингс је звао све расположиве авионе у земљи да дођу да помогну одбрану батаљона.
На пробијеној линији чете Чарли, северновијетнамски војници су ушли у периметар, убивши рањене Американце и скидајући оружје и осталу опрему са њихових тела. Отприлике у то време, у 7:55, Мур је наредио да се баце обојене димне гранате преко линија да би се означио периметар батаљона. Ваздушни напади су затим позвани на Северновијетнамце који су били на малој удаљености - укључујући оне дуж линија чете Чарли.
Убрзо након тога, Мурово командно место је за мало избегло да страда од пријатељске ватре. Два авиона Ф-100 суперсејбр су се приближила Икс-зраку, први је непажљиво бацио напалм на америчке линије, а други се приближавао командном месту на сличан начин. Командно место је спасено када је на Мурово пожуривање, поручник очајнички јавио другом авиону да промени курс. Упркос Хејстингсовим великим напорима, велики број Американаца је убијен или рањен у овим нападима.

### Напад престаје
У 9:10, први делови чете Алфа (2. батаљон 7. коњичке дивизије) под заповедништвом капетана Џоела Сагдиниса су стигли у Икс-зрак. Сагдинисове снаге су појачале остатке линија чете Чарли.
До 10:00, Северновијетнамци су почели да се повлаче из битке - иако је повремена паљба наставила да узнемирава батаљон. Чете Чарли је имала 42 мртва и 10 рањених за два и по сата напада. Поручник Рик Рескорла из Дидурикове чете Браво, који је надгледао бојиште у сектору чете Чарли, је касније рекао:
Свуда је било америчких и северновијетнамских тела. Моја зоне је била тамо где је био вод поручника Георгхегана. Било је неколико мртвих Северновијетнамца око његовог командног места. Један мртав војник је био укочен у контакту са мртвим Северновијетнамцем, са рукама око непријатељевог врата. Била су два војника - један црнац, један Хиспано-Американац - чврсто везани. Изгледало је као да су покушавали један другом да помогну.

### Трећи покушај пробоја до изгубљеног вода
Отприлике у исто време, око 800 метара источно од зоне слетања, 2. батаљон 5. коњичке дивизије пуковника Боба Тулија је наишао на отпор у свом маршу кроз жбуње до Икс-зрака. Отприлике у 12:05, Тулијеви војници су стигли у зону слетања.
Користећи план који је разрадио Мур, Тули је командовао четом Браво (1. батаљон 7. коњичке дивизије) и својим четама Алфа и Чарли у трећем великом напору да се спасе изгубљени вод наредника Ернија Севиџа. Користећи ватрену подршку, ове снаге су споро, али успешно крчиле свој пут до брежуљка без сусрета са елементима Војске Северног Вијетнама. 2. вод је преживео, али уз значајне губитке: 9 мртвих и 13 рањених од 19 људи. У том тренутку, око 15:30, снаге пуковника Тулија су се сусреле са снајперском ватром и почеле су да преносе рањене и мртве назад до Икс-зрака.
Увећане снаге у Икс-зраку, које су се састојале од Муровог ослабљеног 1. батаљона 7. коњичке дивизије, Тулијевог 2. батаљона 5. коњичке дивизије и две чете 2. батаљона 7. коњичке дивизије су се консолидовале у Икс-зраку за ноћ. У зони слетања, рањени и мртви су евакуисани, а преостале америчке снаге су се укопавале и ојачавале своје линије.

### Друга ноћ
Иако су америчке снаге у Икс-зраку узнемираване неколико пута током ноћи од стране северновијетнамских извидница, мало пре 4:00 почеле су да експлодирају мине изненађења и сигналне ракете које је поставила чета Браво капетана Дидурика. Око 4:22, Северновијетнамци су покренули жесток напад на Дидурикове људе.
Чета Браво се борила са око 300 северновијетнамских војника. Одлучујући фактор у овом окршају је било вешто навођење артиљеријских напада од стране Дидуриковог осматрача, поручника Била Ланда. Користећи 4 различите артиљеријске батерије, Ланд је организовао паљбу у одвојене концентрације дуж бојишта, са разарајућим последицама за таласе напредујућих северновијетнамских војника.
Војска Северног Вијетнама је поновила напад на Дидурикове линије око 20 минута после првог, док су сигналне бомбе избачене из америчког авиона Ц-123 који је летео изнад осветљавале бојиште у корист чете Браво. Око 30 минута, Браво се борила са напредовањем Северновијетнамаца обичним оружјем и Ландовим вештим навођењем артиљеријских напада.
Мало након 5:00, трећи напад је покренут на Дидурикове људе - овај пут у близини командног места чете. Опет, Ландова изванредна прецизност у наређивању артиљеријских напада је срезала редове северновијетнамске војске, док су Дидурикови људи одбили оне које су преживели ватром из пушака и митраљеза.
Након ових напада, како се зора прибрижавала, Дидурикова чета Браво је избројала само шест лакше рањених у својим редовима - без иједног убијеног.

## Други део: зона слетања Олбени
Ова битка је трајала од 14. новембра до 17. новембра. Почетни сукоб се завршио када су се снаге Северног Вијетнама и Вијет Конга повукле из Икс-зрака. 16. новембра, 1. батаљон је појачан преосталим деловима 2. батаљона 7. коњичке дивизије и 1. батаљона 5. коњичке дивизије. Тог преподнева, 1. батаљон 7. коњичке дивизије се повукао из зоне битке, док су 2. батаљон (1. коњичка дивизија) и 1. батаљон (5. коњичка дивизија) заузели одбрамбене положаје за ноћ. Следећег дана, 17. новембра, два батаљона су се повукла и започела тактички марш до нове зоне слетања. Део плана је било да се упосле бомбардери Б-52 у улози блиске ваздушне подршке по први пут у борби. Америчке копнене снаге су морале да се повуку до безбедне зоне до 13:00 да би биле безбедне од бомбардовања Б-52. Други батаљон није спавао данима, а терен је био много тежи него што се очекивало. Нормалне сигурносне формације су жртвоване да би се испоштовао рок. Изложена јединица је било скоро уништена када је упала у заседу преосталих северновијетнамских војника између Икс-зрака и оближње зоне слетања Олбени. Битка око зоне слетања Олбени је беснела целог дана и кроз ноћ. Сукоб су брзо претворио у борбу прса о прса. На крају, 2. батаљон је претрпео више жртава него што је то учинио у било којој другој бици током Вијетнамског рата.

## Последице
Американци су изгубили 308 људи уз 540 рањених у биткама за Икс-зрак и Олбени. Као додатак, 17. новембар је био најсмртоноснији дан за Американце у целом Вијетнамском рату са 155 убијених и 126 рањених. Северновијетнамци су изгубили 1.064 људи уз процењених 1.365 рањених.
Битка је служила као лекција за цео рат. Комбинација ваздушне покретљивости и артиљеријске подршке се за Американце показала екстремно ефикасно средство за постизање тактичких циљева. Војска Северног Вијетнама и снаге Вијетконга су научиле да могу да умање ефикасност такве ватрене моћи сукобљавајући се са Американцима на врло малим растојањима. Северновијетнамци ће касније усавршити ову тактику, назвавши је „улажење између непријатеља и његовог појаса“. Са овим ће постићи однос жртава који ће Американци сматрати политички неподношљивим на дуже стазе. У том тренутку, напори војске Северног Вијетнама да подели Јужни Вијетнам на два дела су поражени.
Док је ово америчка победа у бројчаном смислу, са 4 према 1 односом жртава у њихову корист, Мур ипак сматра да је битка нерешена.